# 轟炸吉隆坡 (1945年)
轟炸吉隆坡（英語：Bombing of Kuala Lumpur）是指1945年2月和3月，美國陸軍航空軍的B-29超級堡壘轟炸機對大日本帝國佔領之吉隆坡的鐵路設施進行的兩次空襲。第一次空襲發生在2月18日，由48架或49架B-29執行。第二次空襲是在3月10日由24架或26架B-29執行的。這兩次空襲對中央鐵路維修廠（今吉隆坡中央車站）造成了廣泛的破壞。在這兩次空襲行動中都沒有損失任何一架B-29。 